# Cisneros (Colombia)
Cisneros è un comune della Colombia facente parte del dipartimento di Antioquia.
Il centro abitato venne fondato da Francisco Javier Cisneros e José María Duque il 3 febbraio 1910, mentre l'istituzione del comune è del 3 aprile 1923.